# Maria Algranati
Maria Algranati (Roma, 16 dicembre 1886 – Napoli, 28 luglio 1978) è stata una poetessa e scrittrice italiana.

## Biografia
Maria Algranati nasce a Roma il 16 dicembre 1886 da Alessandro e Gabriella Castelnuovo. È gemella di Gina Algranati, studiosa e storica vicina al filosofo Benedetto Croce. La famiglia, che è ebrea, si trasferisce a Napoli dove si fermerà tra alterne vicende di prosperità e ristrettezze. Maria anche negli studi, pur eccellendo nell’Istituto «Suor Orsola Benincasa», avrà alterne vicende ma, infine, prenderà i suoi titoli di studio (sia pur dopo varie interruzioni). 
Entrerà  lei pure nel mondo crociano ed anche familiare del filosofo, al seguito della gemella storica e studiosa, dal quale sarà apprezzata come poetessa, tanto che il suo primo vero volume di poesie sarà pubblicato a spese del Croce. Soggiornò tra il 1914 e il 1918 in Sicilia dove collaborò con il quotidiano L'Ora. Rientrata a Napoli riallacciò i suoi rapporti col mondo crociano.
Docente e traduttrice di lingua francese, fu amica di Adelina, moglie di Benedetto Croce. In casa Croce incontrò il poeta Francesco Gaeta, con il quale ebbe una storia che doveva sfociare nel matrimonio ma che finì malamente per la gelosia e l'antisemitismo del Gaeta. 
Ebbe vita difficile anche perché sposò il vedovo di una sorella per curarne i figli, ma il matrimonio fu molto infelice.
Dopo la guerra maturò la conversione alla fede cristiana, preceduta dall’esempio della sorella Gina. Sarà poi l’amicizia con i suoi nuovi amici d’oltreoceano, giunti a Napoli con le truppe alleate, a concludere l’ultima stagione felice della sua vita. Coraggiosa ed anticonformista fu consegnata alla storia della poesia del Novecento da Benedetto Croce, che la collocò tra le protagoniste femminili di maggiore levatura e per sensibilità poetica, e per spirito critico. (...) Le frequentazioni nei salotti intellettuali napoletani dell’epoca e un nutrito scambio epistolare con Enrico De Nicola, Giovanni Gentile e Domenico Rea la resero «un’icona del femminismo», secondo Michele Prisco: «ribelle, libertaria e anticonformista». L’esperienza
della sua condizione libertaria, in ambito sociale e professionale, fu pagata, a caro prezzo dall’Algranati, rispetto ai tempi che era destinata a vivere. 
Uno spirito libero, «irregolare», che visse in solitudine il suo amore per la libertà contro il conformismo borghese. Frequentò la libreria Guida, negli anni Settanta, secondo le testimonianze di Carlo Felice Colucci e di Michele Prisco".
La sua vocazione è la poesia, nella quale raggiunge alti momenti lirici. Anche la sua prosa risulta lieve e poetica, come si rileva nella sua ultima opera: l'autobiografia Tavola Calda pubblicata postuma.
Morì a Napoli nel luglio 1978 all'età di 91 anni.

## Opere
- Primo Grido, Liriche dei vent'anni. Tipografia Diritto e Giurisprudenza, Napoli 1910
- Elio, dramma lirico in tre quadri, Napoli, Morace
- Versi Napoli, Ricciardi, 1919
- I motivi Messina, Principato, 1929
- Storia dell'arte del ricamo Firenze, Le Monnier, 1931
- Storie degli uomini e delle fiere Firenze, La Nuova Italia, 1932
- Traduzione poetica di poemi di Paul Valery, Ed. D'Andrea, 1935
- Rien que la terre di Morand traduzione con studio introduttivo, Vallecchi, 1935
- Poesie, Napoli, Casella, 1947
- La nuova grammatica della lingua francese, Napoli, Istituto Poligrafico Editoriale Meridionale, 1948
- Antologia della letteratura francese per le scuole medie, Firenze, La Nuova Italia
- Nella catena del tempo - Katy, romanzo, Napoli, Morace, 1949
- Un'altra voce, poesie, Siena, La Poligrafica, 1954
- Non uccidere, romanzo, Milano, Intelisano, 1956
- Storia dello Scuopolo, Verona, Stamperia Valdonega (G. Mardersteig), 1957
- Ischia Vergine Racconti isolani, Milano, Intelisano, 1959
- Vecchie e nuove liriche, Padova, Rebellato, 1962
- I giorni, antologia delle precedenti raccolte, Napoli, E.S.I., 1968
- L'ultima Voce, Napoli, Guida, 1976
- Tavola Calda, autobiografia (postuma), Curata da: Yvonne Carbonaro - Maresa Sottile, Napoli, Albatros Edizioni, 2009